# Rio Ciumuca
O Rio Ciumuca é um rio da Romênia, afluente do Moldova, localizado no distrito de Suceava.